# Twarz

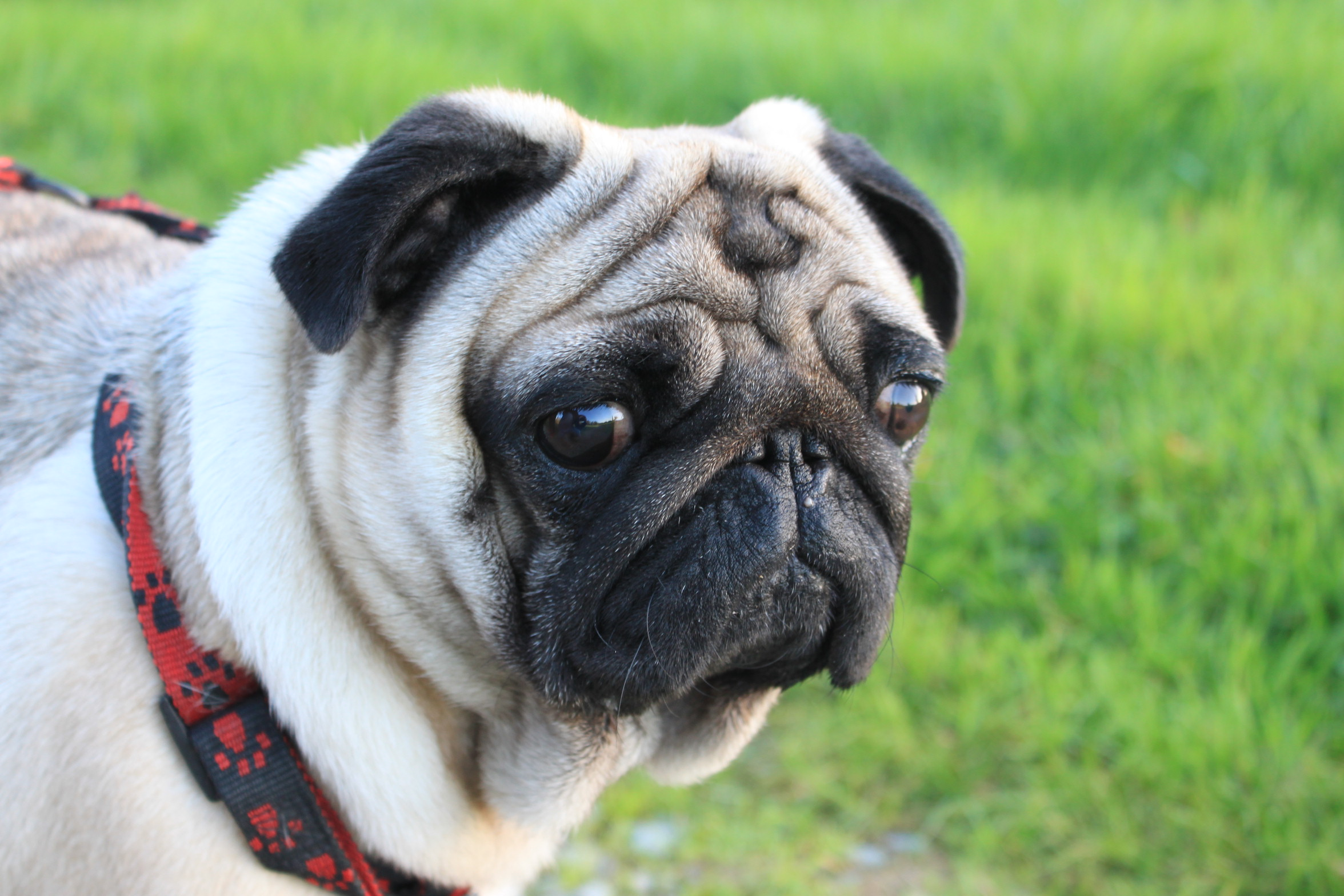
Twarz psa

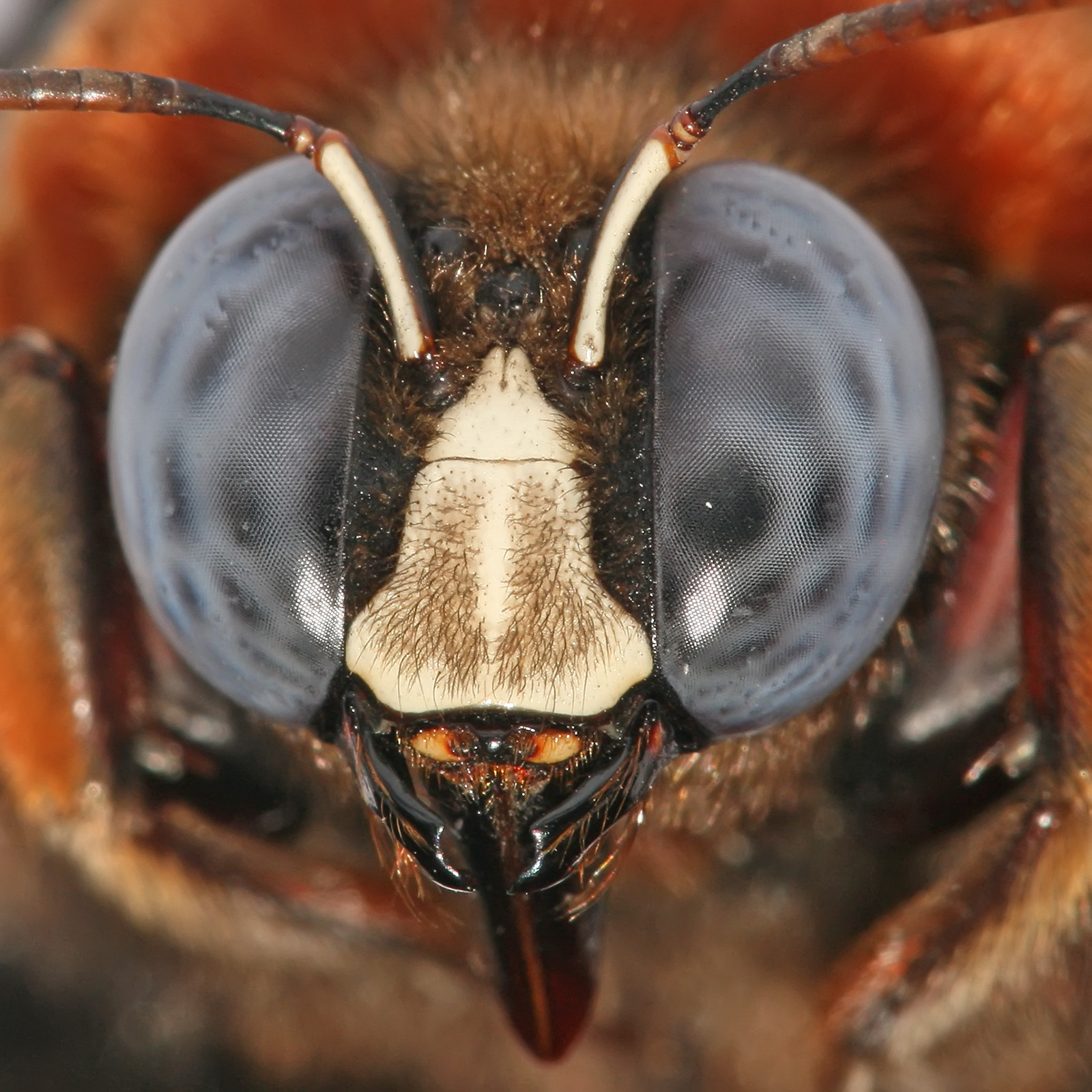
Twarz zadrzechni

Twarz (łac. facies) – przednia część głowy niektórych zwierząt.

## Owady

### Błonkówki
U błonkówek twarz ma dwa znaczenia. W szerokim sensie określa się tak przednią powierzchnię głowy od otworu gębowego na dole po przednie przyoczko na górze, po bokach ograniczoną oczami złożonymi. Do tak rozumianej twarzy należą więc także nadustek i czoło. W wąskim sensie termin „twarz” odnosi się tylko do pośrodkowego rejonu, położonego ponad nadustkiem i czasem też obok niego. Za górną granicę tak definiowanej twarzy przyjmuje się umowną, poprzeczną linię, przeprowadzoną na poziomie brzusznych (dolnych) krawędzi toruli (panewek czułkowych).

### Muchówki
U muchówek twarz obejmuje obszar głowy od nasad czułków na górze po krawędź otworu gębowego na dole. Po bokach jej granicę stanowią listewki twarzowe lub szew łukowaty, który zwykle schodzi znacznie w dół. Zwykle twarz kieruje się prosto ku otworowi gębowemu, jednak może być również wyciągnięta w przód lub w dół tworząc ryjek.

## Ssaki
U ssaków głowę dzieli się na okolice twarzy i okolice czaszki. W skład twarzy wchodzą: okolice oczodołowe, okolice powiek górnych, okolice powiek dolnych, okolice podoczodołowe, okolice żwaczowe, okolice policzkowe, okolica nosowa, okolice stawów skroniowo-żuchwowych, okolica wargowa górna, okolica wargowa dolna, okolica bródkowa, okolica międzyżuchwowa, okolica szczękowa, okolice jarzmowe, okolice podgnykowe i okolica żuchwowa. 
Rusztowanie dla twarzy stanowi twarzoczaszka. Na jej kościach zaczepiają się mięśnie wyrazowe twarzy zwane też mimicznymi. W ich obrębie wyróżnia się trzy zespoły topograficzno-funkcjonalne:
- mięśnie warg, policzków i nosa
- mięśnie zewnątrzoczodołowe
- mięśnie małżowiny usznej

Oprócz mięśni mimicznych na twarzoczaszce znajdują się też przyczepy mięśni żuciowych.
W anatomii człowieka w skład twarzy włącza się również czoło, jednak w anatomii ssaków okolica czołowa należy do okolic czaszki. Kość czołowa wchodzi w skład mózgoczaszki.

### Twarz w komunikacji
U wielu ssaków twarz odgrywa istotną rolę w komunikacji niewerbalnej i identyfikacji osobników. W mózgu naczelnych (w tym ludzi) oraz owiec wykryto specjalne struktury odpowiedzialne za przetwarzanie informacji dotyczących twarzy. 
Już od pierwszych chwil życia zwierzęta te wykazują szczególne zainteresowanie twarzami osobników ich gatunku. Taką preferencję wykryto u noworodków ludzi, szympansów, gibonów ungko, makaków orientalnych i trzymiesięcznych jagniąt. Zdolność rozróżniania twarzy od innych bodźców udokumentowano u ludzi, szympansów, makaków królewskich, makaków orientalnych, makaków japońskich, gibonów i kapucynek czarnobiałych.
Za podłoże mechanizmu rozpoznawania twarzy przyjmuje się wczesne doświadczenie osobnika, który za wzorzec przyjmuje twarze opiekunów. Wykazano, że sześciomiesięczne niemowlęta ludzi rozpoznają twarze zarówno ludzi jak i innych naczelnych (przy czym w innych badaniach wykazano, że już w trzecim miesiącu życia istnieje preferencja w stosunku do twarzy ludzkich), natomiast u dziewięciomiesięcznych umiejętność odróżniania twarzy innych naczelnych zanika. Podobnie u owiec: samce wychowywane wśród kóz preferują potem samice kóz. Analogiczne wyniki uzyskano u szympansów i makaków japońskich.